# Ендогена оштећења
Ендогена оштећења (интоксикација - тровање) је обично последица оштећења функција неког од унутрашњих органа, најчешће јетре или бубрега, чији је задатак неутралисање и одстрањивање токсичних продукта метаболизма из организма. Нагомилани ендотоксини доводе до унутрашњег тровања организма, укључујући и анатомску основу менталних збивања.